# Horst Mesalla
Horst Mesalla (* 30. April 1935 in Breslau; † Mitte Dezember 2023) war ein promovierter deutscher Theaterwissenschaftler, Musikwissenschaftler und Betriebswirt, der als Intendant, Geschäftsführer und Regisseur gearbeitet hat, zuletzt als Generalintendant und Geschäftsführer der Schleswig-Holsteinischen Landestheater und Sinfonieorchester GmbH.

## Leben und Wirken

### In Berlin
- 1955: Abitur
- Studium an der FU Berlin: Theaterwissenschaft, Musikwissenschaft, Betriebswirtschaft
- 1968: Dissertation über Heinrich George („magna cum laude“)
- Direktionsassistent im Renaissance-Theater
- Verwaltungsdirektor des Renaissance-Theaters
- 1979 und 1980: Intendant und Geschäftsführer des Renaissance-Theaters Berlin

### In Schleswig
- 1974–2000: Generalintendant und Geschäftsführer der Schleswig-Holsteinischen Landestheater und Sinfonieorchester GmbH

„Alle Beteiligten erhofften sich von der heftig diskutierten Neuordnung eine letzte Chance und dass der 11 Millionen Etat ausreichen würde. Die erste Spielzeit mit 652 Vorstellungen zog 245.000 Besucher an, war also erfolgreich und gewinnbringend. Vom antiken Stück über Welttheater bis zur Umweltproblematik, Boulevardtheater, Märchen, Opern, Ballett, Operetten, Sondergastspiele mit Prominenten wie Dietmar Schönherr, Margot Trooger, Heinz Drache u. a., Schlosshofspiele in Gottorf wurden gern angenommen. 1986 wurde zusätzlich eine Theaterpädagogen-Stelle für die Zusammenarbeit mit Schulen eingerichtet. Und so zog Dr. Mesalla 1994 am Ende der 20. Spielzeit des Landestheaters die Bilanz, dass lebendige, erfolgreiche und kulturpolitische Arbeit geleistet werde und die Nachfrage des Publikums erfreulich stark sei.“

Mesallas Bericht „Kampf ums Theater“ in seinem 2018 erschienenen Buch Glaub nicht alles ist Theater

„enthüllt ein fesselndes Kaleidoskop von 26 Jahren Theater-Aufbau nach der Fusion der Theater von Flensburg, Rendsburg und Schleswig und dem Sinfonieorchester von Flensburg. Es ist zugleich ein unterhaltsamer Tatsachenbericht legendärer künstlerischer Ereignisse und überraschender politischer Aktionen sowie den Reaktionen des Generalintendanten beim Aufbau eines neuen Theaters mit mehr als fünf Millionen Besuchern im ersten Vierteljahrhundert seines Bestehens.“

Die einzelnen Kapitel (S. 56 ff.) lauten:
- Eine neue Theaterära hat begonnen
- Revue aus dem F. F.
- Großes Sinfoniekonzert zur Eröffnung
- Karin Hardt fährt an Schleswig vorbei
- Heinz Drache macht so seine Erfahrungen
- Wie in einer Geheimaktion
- Kampf ums Theater
- Ein Glücksfall, der neue Schauspieldirektor
- Hinreißender „Cardillac“ in Flensburg
- Gespenster mit Heidemarie Hatheyer
- Begeisterung für Dietmar Schönherr im ganzen Land
- Strukturverbesserungen
- Eine sozialkritische Anklage mit Margot Trooger und Karl John
- Musiktheater und Sinfoniekonzerte: Der Herzschlag des Theaters
- Ein neuer Angriff löst sich in Schall und Rauch auf
- Claus Wilcke von Shakespeare bis Shaw
- Peter Kreuders Weg zum Herzen der Menschen
- Aufstieg und Fall der Stadt Mahagonny mit Martha Mödl[3] und Olivia Molina
- Verlästerung umtanzt dich tausendbeinig und überschüttet dich mit jedem Quark
- Rudolf Schock im Land zwischen den Meeren
- Theater am Abgrund
- Mit „Linie 1“ zum Sensationserfolg
- 66 × „Rocky Horror Show“ bricht alle Rekorde
- Stars sicherten den Erfolg
- Ensemble und Karrieresprünge: von Axel Prahl über Rainer Bock bis Klaus Florian Vogt
- Zehn Jahre Schlossfestspiele mit „Jedermann“
- Theaterbauten im ganzen Land
- Spielpläne – die Visitenkarte des Theaters

### Als Regisseur
Regisseur für Schauspiel, Oper und Schloss-Festspiele u. a.:
- 1974: Das Leben ein Traum (Calderón)
- 1976: Happy End (Brecht/Weill)
- 1977: Kabale und Liebe (Schiller)
- 1983: Bruder Eichmann (Kipphardt)
- 1984: Achterloo (Dürrenmatt)
- 1986: Die Kluge (Orff),
- 1997: Jetzt nicht, Liebling (Cooney)

### Als Verwaltungsrat
Verwaltungsratsmitglied:
- Versorgungsanstalt der deutschen Bühnen
- Bayerische Versicherungskammer München

### Im Ehrenamt
- 1971: Ehrenamtlicher Arbeitsrichter am Arbeitsgericht Berlin
- Mitglied der Bühnenschieds- und Oberschiedsgerichte von Berlin, Köln und Hamburg
- Bundesverband Deutscher Theater, Mitglied:
  - im Vorstand Intendantengruppe
  - im Tarifausschuss
  - im Künstlerischen Ausschuss
  - im Betriebswirtschaftlichen Ausschuss.

## Werke
- Heinrich George. Versuch der Rekonstruktion der schauspielerischen Leistung unter besonderer Berücksichtigung der zeitgenössischen Publizistik, Dissertation, Freie Universität Berlin, 1968
- Schleswig-Holsteinisches Landestheater und Sinfonieorchester 1974–1994, Band III, Schleswig: Schleswiger Druck- und Verlagshaus 1994.
- Glaub nicht alles ist Theater. Vom Berliner Renaissance-Theater zum größten Landestheater, Husum: Husumer Druck- und Verlagsgesellschaft 2018.